# Buchnera lavandulacea
Buchnera lavandulacea är en snyltrotsväxtart som beskrevs av Adelbert von Chamisso och Schltdl.. Buchnera lavandulacea ingår i släktet Buchnera och familjen snyltrotsväxter. Inga underarter finns listade i Catalogue of Life.